# IC 4008
IC 4008 је двојна звијезда у сазвјежђу Береникина коса која се налази на листи објеката дубоког неба у Индекс каталогу.
Деклинација објекта је + 22° 21' 2" а ректасцензија 13h 0m 6,0s.